# Yoandri Díaz
Yoandri Díaz Carmenate (ur. 4 stycznia 1985) – kubański siatkarz, grający na pozycji rozgrywającego, były reprezentant Kuby. Od stycznia 2017 roku ponownie występuje w drużynie Jenisieju Krasnojarsk.

## Sukcesy reprezentacyjne
Puchar Ameryki:
- 2005, 2007

Liga Światowa:
- 2005, 2012

Igrzyska Panamerykańskie:
- 2011
- 2007

Mistrzostwa Ameryki Północnej:
- 2009, 2011[3]
- 2007

Puchar Wielkich Mistrzów:
- 2009

Mistrzostwa Świata:
- 2010

## Nagrody indywidualne
- 2005 - Najlepszy rozgrywający Ligi Światowej